# Le Son des Français d'Amérique
Pour plus de détails, voir Fiche technique et Distribution.
Le Son des Français d'Amérique est une série documentaire québécoise réalisée par Michel Brault et André Gladu entre 1974 et 1980, inscrite au Registre de la Mémoire du monde du Canada et de l'UNESCO. Elle comprend 27 épisodes de 30 minutes chacun, portant sur la musique traditionnelle des francophones d'Amérique.

## Fiche technique
- Titre : Le Son des Français d'Amérique
- Réalisation : Michel Brault, André Gladu
- Société de production : Nanouk Films
- Pays d'origine :  Canada
- Format : 16 mm couleurs
- Langue : français
- Genre : documentaire
- Durée : 27 x 30 minutes

## Liste des épisodes

### Saison 1[4]
1. La révolution du dansage
2. Envoyez de l'avant, nos gens
3. L'en premier
4. Il'allont-y disparaître ?
5. Johnny à Dennis à Alfred
6. Faut pas l'dire
7. Fred's Lounge
8. Ma chère terre
9. Les Créoles
10. Réveille
11. C'est pu comme ça anymore
12. Pitou Boudreault, violoneux
13. Les Ruine-babines

### Saison 2[5]
1. Le reel des ouvriers
2. Le quêteux Tremblay
3. Je suis fait de musique
4. Le p'tit Canada
5. Le dernier boutte
6. Votre histoire ça va être une chanson
7. Il faut continuer !
8. Les gens libres
9. Les gens de plaisir
10. C'est toujours à recommencer
11. La terre d'amitié
12. And a Bit of Music
13. J'ai chanté, j'ai déchanté et je rechante
14. Parler breton c'était un crime

## Postérité
Depuis 2017, Le Son des Français d'Amérique est inscrit au registre international Mémoire du monde.